# Бок (Альтмарк)
Бок (нем. Boock) — община в Германии, в земле Саксония-Анхальт.
Входит в состав района Штендаль. Подчиняется управлению Зеехаузен (Альтмарк). Население составляет 301 человек (на 31 декабря 2006 года). Занимает площадь 12,01 км².